# The Discworld Mapp
 The Discworld Mapp — «Карта Плоского мира», атлас Плоского мира, нарисованный Стивеном Плейером, под руководством Терри Пратчетта и Стивена Бриггса.  Был издан на русском языке издательством "Эксмо"

## Аннотация
«Карта Плоского мира. Единственная подлинная и наиболее точная карта сказочного и магического Плоского мира»
«Я утверждал, что карты Плоского мира никогда не будет. И вот она перед вами.» — такими словами предваряет атлас мира его автор. Тем не менее, спустя некоторое время карта была составлена и на неё тщательно нанесли все географические локации, когда-либо упомянутые в книгах цикла Плоского мира, вплоть до книги «Интересные времена». Карту составлял Стивен Бриггс, используя не только все вышедшие книги о Плоском мире, но также черновики, наброски и заметки, предоставленные ему Терри Пратчеттом.
Теперь путешественники по Плоскому миру могут окинуть взглядом все четыре континента: от жаркого континента Клатча до ледяных Овцепикских гор, от самой высокой вершины диска Пупа до находящегося на самом краю диска острова Крулл, от Орлеи до Бангбангдука.
Карта снабжена небольшими эссе, в которых описывается жизнь и открытия самых знаменитых путешественников и дискографов Плоского мира:
- Генерал сэр Родерик Пюрдей (англ. Roderick Purdeigh)
- Ларс Ларсплемянник (англ. Lars Larsnephew)
- Лламедос Джонс (англ. Llamedos Jones)
- леди Алиса Вентури (англ. Alice Venturi)
- Понт да Квирм (англ. Ponce da Quirm)
- Вентер Борасс (англ. Venter Borass)